# Vitbrynad flugsnappare
Vitbrynad flugsnappare (Ficedula hyperythra) är en asiatisk tätting i familjen flugsnappare med vid utbredning från östra Himalaya till Små Sundaöarna.

## Utseende och läte
Vitbrynad flugsnappare är en liten (11-13 cm), kortstjärtad och rundhuvad flugsnappare. Hanen är mörkt skifferblå ovan, orangefärgad på strupe och bröst och med ett vitaktigt ögonbrynsstreck. Honan har en enfärgad fjäderdräkt med beige undersida, ögonring och tygel samt rostfärgade vingar. Sången är en tystlåten, högfrekventoch rossling serie av fallande toner: "tsit-tsip-tsee-tswii". Bland lätena hörs ett tunt "sip".

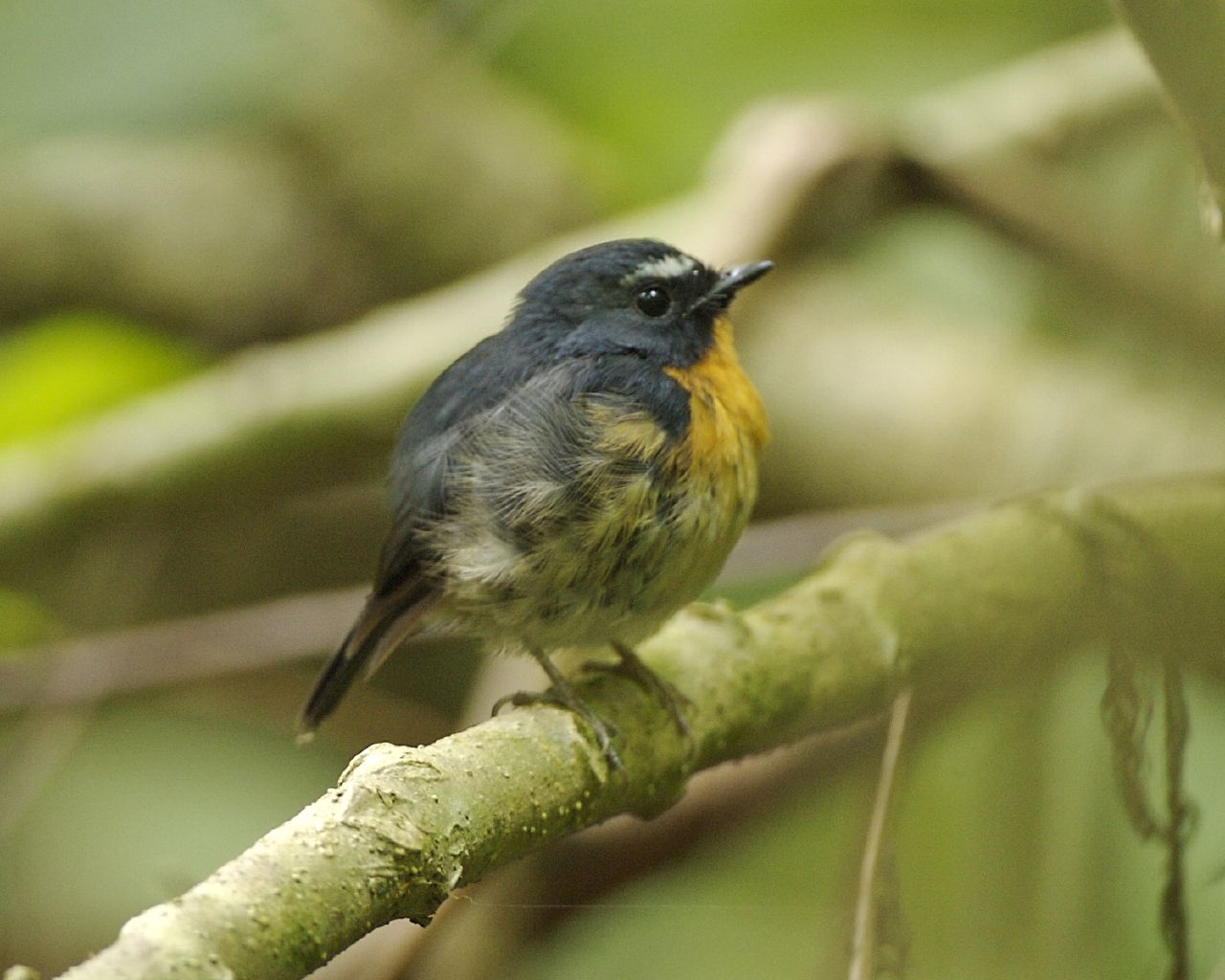
Hane.

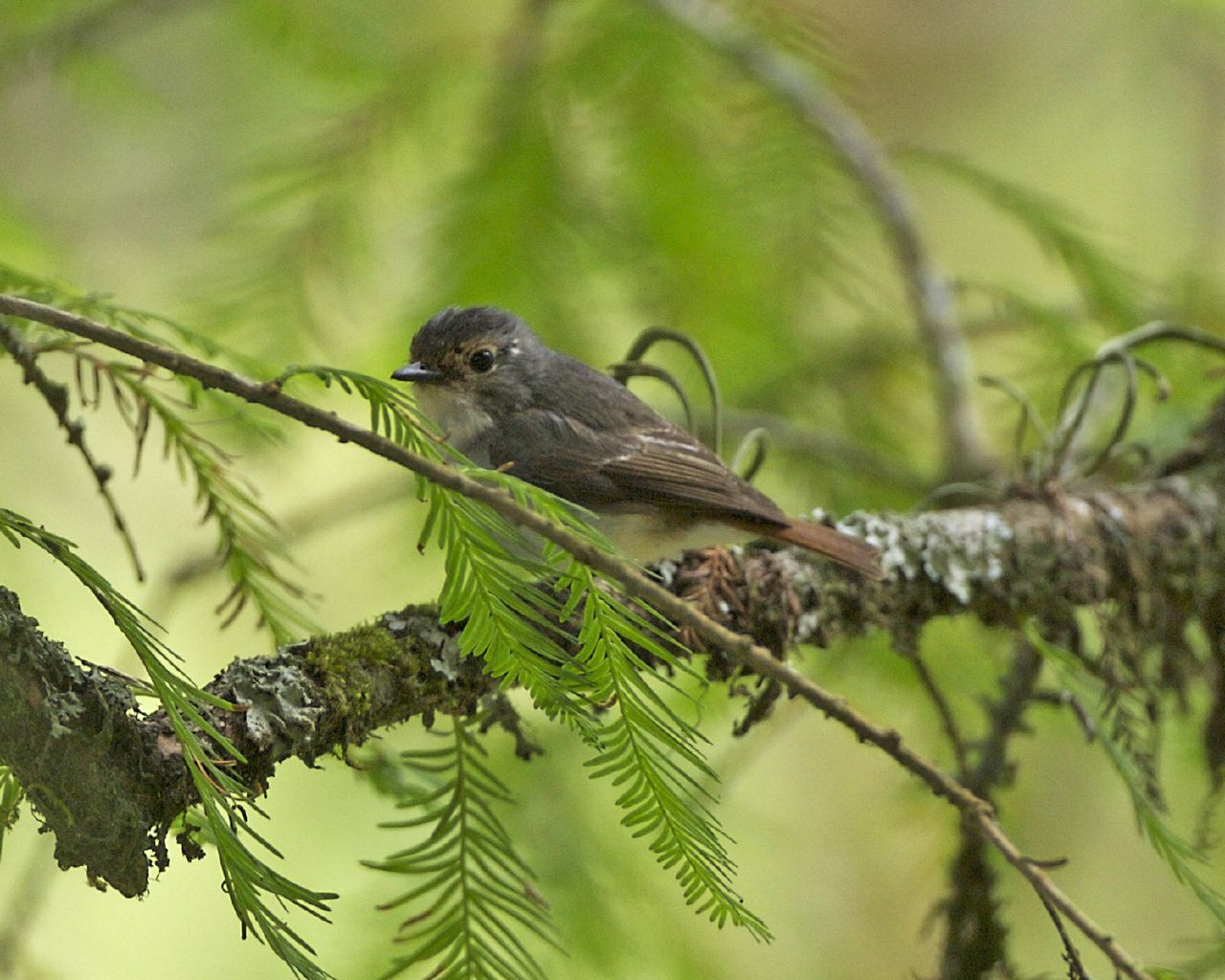
Hona.

## Utbredning och systematik
Vitbrynad flugsnappare delas vanligen in i 13 underarter med följande utbredning:
- Ficedula hyperythra hyperythra – östra Himalaya till södra Kina, Myanmar, nordvästra Thailand och norra Vietnam
- Ficedula hyperythra annamensis – södra Kina (sydvästra Yunnan) och norra Laos (Langbian Plateau)
- Ficedula hyperythra sumatrana – Malackahalvön, Sumatra och Borneo
- Ficedula hyperythra mjobergi – västra Borneo (Mount Pueh)
- Ficedula hyperythra vulcani – Java, Bali och västra Små Sundaöarna (Lombok, Sumbawa och Flores)
- Ficedula hyperythra innexa – Taiwan
- Ficedula hyperythra annalisa – Sulawesis norra halvö
- Ficedula hyperythra jugosae – centrala, sydöstra och södra Sulawesi
- Ficedula hyperythra betinabiru – Taliabu (Sulaöarna)
- Ficedula hyperythra pallidipectus – Bacan (södra Moluckerna)
- Ficedula hyperythra alifura – Buru (södra Moluckerna)
- Ficedula hyperythra negroides – Seram (södra Moluckerna)
- Ficedula hyperythra clarae – Timor (östra Små Sundaöarna)
- Ficedula hyperythra audacis – Babaröarna (östra Små Sundaöarna)

Tidigare behandlades bundokflugsnappare (F. luzoniensis) i Filippinerna som en del av vitbrynad flugsnappare och vissa gör det fortfarande. Tillfälligt har den observerats i Kambodja.

## Levnadssätt
Vitbrynad flugsnappare häckar i bergstrakter mellan 1000 och 2590 meters höjd. Den ses i gammal fuktig och mossrik lövskog, gärna i blötare områden med bambustånd och i raviner. Vintertid rör den sig lokalt ner till 400 meters höjd. Födan har inte studerats i detalj men består i princip av ryggradslösa djur och deras larver, som flugor, spindlar och maskar.

### Häckning
Fågeln häckar mellan mars och oktober. Båda könen hjälps åt att bygga boet, en rätt slarvig skål med sidoingång av mossa, växtfibrer och fjädrar som placeras vanligtvis lågt bland stenar och exponerade rötter, ibland upp till tolv meter upp i ett trädhål eller hängande mossa. Den lägger fyra till fem blekt gulgrå till djupt rosaröda ägg med rödbruna fläckar.

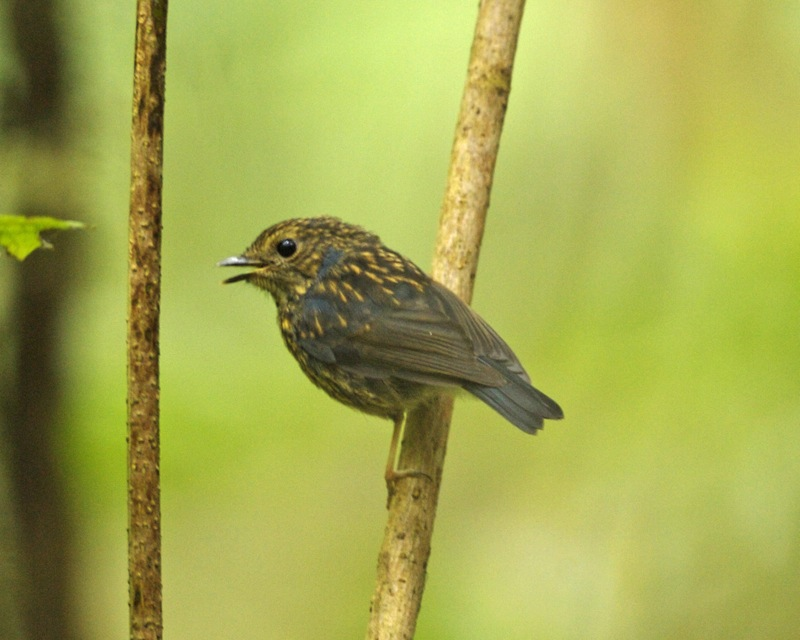
Ung hane.

## Status och hot
Arten har ett stort utbredningsområde och en stor population, men tros minska i antal till följd av habitatförstörelse och påverkan av införda arter. Den minskar dock inte tillräckligt kraftigt för att den ska betraktas som hotad. Internationella naturvårdsunionen IUCN kategoriserar därför arten som livskraftig (LC).